# Emiliano Insúa
Emiliano Adrian Insúa Zapata (sinh ngày 7 tháng 1 năm 1989) là một cầu thủ bóng đá người Argentina hiện đang chơi ở vị trí hậu vệ trái.Anh hiện đang đầu quân cho câu lạc bộ VfB Stuttgart ở giải Bundesliga.

## Sự nghiệp
Insua bắt đầu sự nghiệp chơi bóng cùng đội trẻ của Pinocho ở Argentina rồi sau đó chuyển tới đội bóng ở Buenos Aires, Boca Juniors.Hậu vệ trái này không được đá một trận nào cho đội một nhưng lại nhận được sự quan tâm từ Liverpool.Hậu vệ này đồng ý một bản hợp đồng cho mượn có thời hạn 18 tháng với đội bóng vùng Merseyside vào ngày 28 tháng 11 năm 2006, bắt đầu thời hạn cho mượn từ tháng 1.Insua ngay lập tức gây ấn tượng và có trận ra mắt vào ngày 28 tháng 4 năm 2007 trong trận tiếp Portsmouth
.Tuy nhiên anh chỉ có thêm đúng một lần ra sân nữa ở mùa giải đó.
Cầu thủ này đã được triệu tập vào đội U20 Argentina ở giải U20 Nam Mĩ, chơi 3 trận và kết thúc giải ở vị trí thứ nhì, và anh cũng chơi cho đội U20 ở giải U20 thế giới. Ở giải này anh chơi 7 trận và giúp Argentina lên ngôi vô địch sau khi đánh bại Cộng hoà Séc ở trận chung kết vào ngày 22 tháng 7 năm 2007.
Bản hợp đồng cho mượn của anh được ký kết thành bản hợp đồng chính thức vào tháng 8 năm 2007 và Gabriel Paletta chuyển về Boca Juniors.Mùa giải tiếp đó Insua chỉ có thêm 3 lần chơi ở đội một nhưng có được thành công khi dưới sự dẫn dắt của Gary Ablett đã vô địch giải trẻ cùng các cầu thủ trẻ khác của Liverpool.Màn trình diễn của anh đã đủ gây ấn tượng với Rafael Benítez để ông đề nghị với anh một bản hợp đồng mới. Insua ký hợp đồng 3 năm vào ngày 2 tháng 7 năm 2008.Insua được trao số áo 22 ở mùa giải 2008-09.Vào tháng 12 năm 2008 Insua có cơ hội để chơi một số trận đấu của Liverpool khi Fábio Aurélio bị chấn thương và Andrea Dossena gây thất vọng. Cơ hội lớn nhất của anh đến vào ngày 21 tháng 12 năm 2008 trong trận tiếp Arsenal.Insua đã gây ấn tượng tốt khiến nhiều cổ động viên Liverpool tin anh là sự lựa chọn số 1 cho hành lang trái.
Vào ngày 5 tháng 1 năm 2009, Liverpool cho biết Emiliano có thể tham dự giải trẻ Nam Mĩ 2009 ở Venezuela, có nghĩa anh sẽ lỡ một số trận đấu ở giải Ngoại hạng Anh, bao gồm cả trận gặp kình địch Chelsea.Tuy nhiên, Argentina chỉ về đích ở giữa vòng bảng, có nghĩa họ đã bỏ lỡ cơ hội để bảo vệ ngôi vô địch. Trở lại Liverpool, và sau khi có một số trận đấu cùng đội dự bị, Insua trở thành một cầu thủ được đánh giá cao trong đội hình của Liverpool.

## Thống kê
Tính đến 1 tháng 5 năm 2016
| Câu lạc bộ          | Mùa giải            | Giải đấu | Giải đấu | Cúp quốc gia | Cúp quốc gia | Cúp liên đoàn | Cúp liên đoàn | Châu Âu | Châu Âu | Tổng cộng | Tổng cộng |
| Câu lạc bộ          | Mùa giải            | Ra sân   | Ghi bàn  | Ra sân       | Ghi bàn      | Ra sân        | Ghi bàn       | Ra sân  | Ghi bàn | Ra sân    | Ghi bàn   |
| ------------------- | ------------------- | -------- | -------- | ------------ | ------------ | ------------- | ------------- | ------- | ------- | --------- | --------- |
| Liverpool           | 2006–07             | 2        | 0        | 0            | 0            | 0             | 0             | 0       | 0       | 2         | 0         |
| Liverpool           | 2007–08             | 3        | 0        | 0            | 0            | 0             | 0             | 0       | 0       | 3         | 0         |
| Liverpool           | 2008–09             | 10       | 0        | 1            | 0            | 2             | 0             | 0       | 0       | 13        | 0         |
| Liverpool           | 2009–10             | 31       | 0        | 2            | 0            | 1             | 1             | 10      | 0       | 44        | 1         |
| Liverpool           | Tổng cộng           | 46       | 0        | 3            | 0            | 3             | 1             | 10      | 0       | 62        | 1         |
| Galatasaray         | 2010–11             | 16       | 0        | 3            | 0            | 0             | 0             | 0       | 0       | 19        | 0         |
| Galatasaray         | Tổng cộng           | 16       | 0        | 3            | 0            | 0             | 0             | 0       | 0       | 19        | 0         |
| Sporting CP         | 2011–12             | 24       | 0        | 6            | 2            | 2             | 0             | 12      | 4       | 44        | 6         |
| Sporting CP         | 2012–13             | 13       | 0        | 1            | 0            | 0             | 0             | 5       | 0       | 16        | 0         |
| Sporting CP         | Tổng cộng           | 37       | 0        | 7            | 2            | 2             | 0             | 17      | 4       | 60        | 6         |
| Atlético Madrid     | 2012-13             | 3        | 0        | 0            | 0            | 0             | 0             | 0       | 0       | 3         | 0         |
| Atlético Madrid     | 2013-14             | 6        | 0        | 4            | 0            | 0             | 0             | 4       | 0       | 14        | 0         |
| Atlético Madrid     | Tổng cộng           | 9        | 0        | 4            | 0            | 0             | 0             | 4       | 0       | 17        | 0         |
| Rayo Vallecano      | 2014-15             | 23       | 1        | 0            | 0            | 0             | 0             | 0       | 0       | 23        | 1         |
| VfB Stuttgart       | 2015-16             | 32       | 0        | 4            | 0            | 0             | 0             | 0       | 0       | 36        | 0         |
| VfB Stuttgart       | 2016-17             | 34       | 0        | 2            | 0            | 0             | 0             | 0       | 0       | 36        | 0         |
| VfB Stuttgart       | Tổng cộng           | 66       | 0        | 6            | 0            | 0             | 0             | 0       | 0       | 72        | 0         |
| Tổng cộng sự nghiệp | Tổng cộng sự nghiệp | 163      | 1        | 21           | 2            | 5             | 1             | 31      | 4       | 221       | 8         |

### Đội tuyển quốc gia
| Argentina | Argentina | Argentina |
| Năm       | Ra sân    | Ghi bàn   |
| --------- | --------- | --------- |
| 2009      | 1         | 0         |
| 2010      | 1         | 0         |
| 2011      | 2         | 0         |
| 2017      | 1         | 0         |
| Tổng cộng | 5         | 0         |

## Danh hiệu

### Argentina
- Vô địch
  - Giải U20 2007 thế giới
- Về nhì
  - Giải U20 Nam Mĩ

### Liverpool
- Vô địch
  - Giải trẻ:2008
- Về nhì
  - Premier League 2008-09